# Igreja de Santa Maria de Barrô

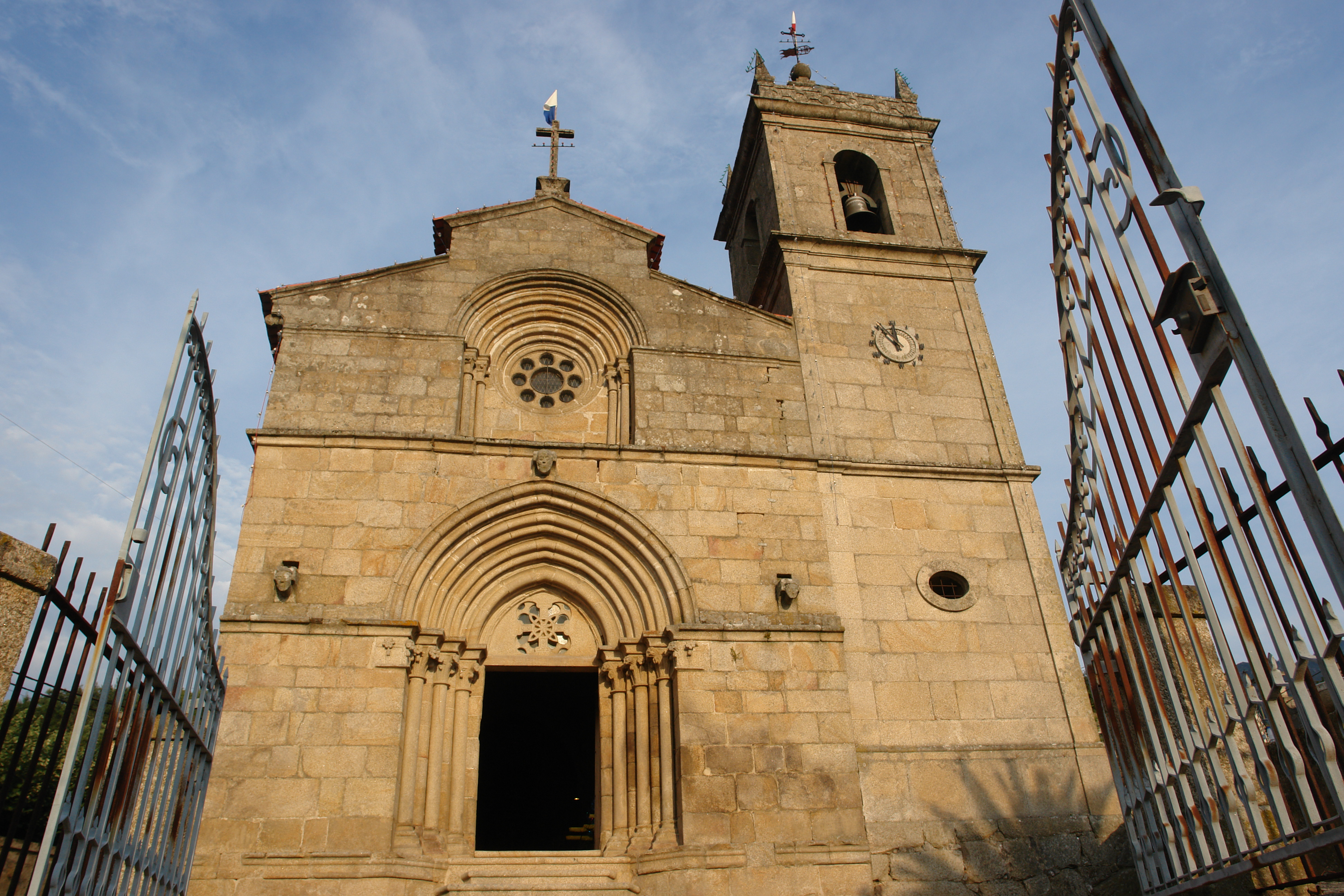
Igreja de Barrô

A Igreja de Santa Maria de Barrô ou Igreja de Nossa Senhora da Assunção é uma igreja românica situada em Barrô, no município de Resende em Portugal.
O edifício começou a ser construído no século XII por iniciativa de Egas Moniz, o Aio, mediante doação de Afonso Henriques. Na geração seguinte o padroado foi doado aos Hospitalários. No século XVII foi construída a torre sineira e durante o auge do Barroco foram realizados os retábulos em talha dourada. Em 1890 a fachada principal foi intervencionada e nas décadas de 1950 e 1960 a igreja foi restaurada.
Em 1922 foi classificada como monumento nacional e está integrada na Rota do Românico.